# The 21st Century Guide to King Crimson – Vol. 2 – 1981–2003
The 21st Century Guide to King Crimson – Vol. 2 – 1981–2003 je výběrový box set britské rockové skupiny King Crimson. Byl vydán v říjnu 2005 (viz 2005 v hudbě).
Tento čtyřdiskový set s vybranými nahrávkami z let 1981–2003 navazuje na první díl z roku 2004. The 21st Century Guide to King Crimson – Vol. 2 – 1981–2003 obsahuje dva studiové a dva živé disky, z nichž vždy jeden shrnuje tvorbu skupiny v období 1981 až 1984 a druhý v letech 1994 až 2003. Výběr sestavil kytarista, lídr skupiny a její jediný stálý člen Robert Fripp.

## Seznam skladeb

### Disk 1 – In the Studio: 1981–1984
1. „Elephant Talk“ (Belew, Bruford, Fripp, Levin) – 4:44
2. „Frame by Frame“ (Belew, Bruford, Fripp, Levin) – 5:08
3. „Matte Kudasai“ (Belew, Bruford, Fripp, Levin) – 3:46
4. „Thela Hun Ginjeet“ (Belew, Bruford, Fripp, Levin) – 6:26
5. „The Sheltering Sky“ (Belew, Bruford, Fripp, Levin) – 8:22
6. „Discipline“ (Belew, Bruford, Fripp, Levin) – 5:02
Šest skladeb z alba Discipline. (1981)
7. „Heartbeat“ (Belew, Bruford, Fripp, Levin) – 3:54
8. „Waiting Man“ (Belew, Bruford, Fripp, Levin) – 4:26
9. „Neurotica“ (Belew, Bruford, Fripp, Levin) – 4:49
10. „Requiem“ (Belew, Bruford, Fripp, Levin) – 6:36
Čtyři skladby z alba Beat. (1982)
11. „Three of a Perfect Pair“ (Belew, Bruford, Fripp, Levin) – 4:10
12. „Sleepless“ (Belew, Bruford, Fripp, Levin) – 5:24
Dvě skladby z alba Three of a Perfect Pair. (1984)

Bonusové skladby (1982–2002)
1. „The King Crimson Barbershop“ (Levin) – 1:36
2. „Form No. 1“ – 3:03
Předtím nevydané skladby.
3. „Bude“ (Belew) – 0:25
4. „Potato Pie“ (Belew, Fripp, Gunn, Mastelotto) – 4:33
5. „Clouds“ (Belew) – 0:31
6. „Einstein's Relatives“ (Belew, Fripp, Gunn, Mastelotto) – 3:08
Čtyři skladby z EP Happy with What You Have to Be Happy With. (2002)

### Disk 2 – Live: 1981–1984
1. „Entry of the Crims“ (Belew, Bruford, Fripp, Levin) – 4:15
2. „Larks' Tongues in Aspic (Part III – Edit)“ (Belew, Bruford, Fripp, Levin) – 2:47
3. „Thela Hun Ginjeet“ (Belew, Bruford, Fripp, Levin) – 5:54
4. „Matte Kudasai“ (Belew, Bruford, Fripp, Levin) – 3:40
Čtyři skladby z alba Absent Lovers: Live in Montreal. (1998)
5. „The Sheltering Sky“ (Belew, Bruford, Fripp, Levin) – 10:32
6. „Neal and Jack and Me“ (Belew, Bruford, Fripp, Levin) – 5:36
Předtím nevydané skladby.
7. „Indiscipline“ (Belew, Bruford, Fripp, Levin) – 8:10
8. „Sartori in Tangier“ (Belew, Bruford, Fripp, Levin) – 4:21
9. „Frame by Frame“ (Belew, Bruford, Fripp, Levin) – 3:55
10. „Man with an Open Heart“ (Belew, Bruford, Fripp, Levin) – 3:40
11. „Waiting Man“ (Belew, Bruford, Fripp, Levin) – 6:00
12. „Sleepless“ (Belew, Bruford, Fripp, Levin) – 6:11
13. „Three of a Perfect Pair“ (Belew, Bruford, Fripp, Levin) – 4:21
14. „Discipline“ (Belew, Bruford, Fripp, Levin) – 4:52
15. „Elephant Talk“ (Belew, Bruford, Fripp, Levin) – 5:02
Devět skladeb z alba Absent Lovers: Live in Montreal. (1998)

### Disk 3 – In the Studio: 1995–2003
1. „VROOOM“ (Belew, Bruford, Fripp, Gunn, Levin, Mastelotto) – 4:38
2. „Coda: Marine 475“ (Belew, Bruford, Fripp, Gunn, Levin, Mastelotto) – 2:41
3. „Dinosaur“ (Belew, Bruford, Fripp, Gunn, Levin, Mastelotto) – 6:37
4. „Walking on Air“ (Belew, Bruford, Fripp, Gunn, Levin, Mastelotto) – 4:38
5. „B'Boom“ (Belew, Bruford, Fripp, Gunn, Levin, Mastelotto) – 4:11
6. „THRAK“ (Belew, Bruford, Fripp, Gunn, Levin, Mastelotto) – 0:43
Šest skladeb z alba THRAK. (1995)
7. „Fearless and Highly THRaKked“ (Belew, Bruford, Fripp, Gunn, Levin, Mastelotto) – 3:50
Z alba THRaKaTTaK. (1996)
8. „Sex Sleep Eat Drink Dream“ (Belew, Bruford, Fripp, Gunn, Levin, Mastelotto) – 4:44
9. „Radio II“ (Belew, Bruford, Fripp, Gunn, Levin, Mastelotto) – 0:43
Dvě skladby z alba THRAK. (1995)
10. „The Power to Believe I: A Cappella“ (Belew) – 0:43
11. „Level Five“ (Belew, Fripp, Gunn, Mastelotto) – 7:15
12. „Eyes Wide Open“ (Belew, Fripp, Gunn, Mastelotto) – 4:10
13. „EleKtriK“ (Belew, Fripp, Gunn, Mastelotto) – 8:00
14. „Facts of Life: Intro“ (Belew, Fripp, Gunn, Mastelotto) – 1:38
15. „Facts of Life“ (Belew, Fripp, Gunn, Mastelotto) – 5:05
16. „The Power to Believe II“ (Belew, Fripp, Gunn, Mastelotto) – 7:44
17. „Happy with What You Have to Be Happy With“ (Belew, Fripp, Gunn, Mastelotto) – 3:30
18. „The Power to Believe III“ (Belew, Fripp, Gunn, Mastelotto) – 4:12
19. „The Power to Believe IV: Coda“ (Fripp) – 2:26
Deset skladeb z alba The Power to Believe. (2003)

### Disk 4 – Live: 1994–2003
1. „VROOOM VROOOM“ (Belew, Bruford, Fripp, Gunn, Levin, Mastelotto) – 5:03
2. „Neurotica“ (Belew, Bruford, Fripp, Levin) – 3:39
3. „Prism (Abridged)“ (Favre) – 2:54
Tři skladby z alba VROOOM VROOOM. (2001)
4. „One Time“ (Belew, Bruford, Fripp, Gunn, Levin, Mastelotto) – 6:53
5. „Larks' Tongues In Aspic (Part IV)“ (Belew, Fripp, Gunn, Mastelotto) – 10:47
6. „ProzaKc Blues“ (Belew, Fripp, Gunn, Mastelotto) – 5:28
Tři skladby z alba EleKtriK: Live in Japan. (2003)
7. „The ConstruKction of Light“ (Belew, Fripp, Gunn, Mastelotto) – 8:39
8. „FraKctured“ (Belew, Fripp, Gunn, Mastelotto) – 8:38
Dvě skladby z alba Heavy ConstruKction. (2000)
9. „The World's My Oyster Soup Kitchen Floor Wax Museum“ (Belew, Fripp, Gunn, Mastelotto) – 5:50
Z alba EleKtriK: Live in Japan. (2003)
10. „Sus-tayn-Z“ – 7:51
11. „X-chanyn-jiZ“ – 4:18
Dvě skladby z alba ProjeKct Two – Space Groove. (1998)
12. „The Deception of the Thrush“ (Belew, Fripp, Gunn) – 5:20
Z alba Heavy ConstruKction. (2000)
13. „2 ii 3“ – 1:57
Z alba ProjeKct One – Live at the Jazz Café. (1998)